# Montaña Negra

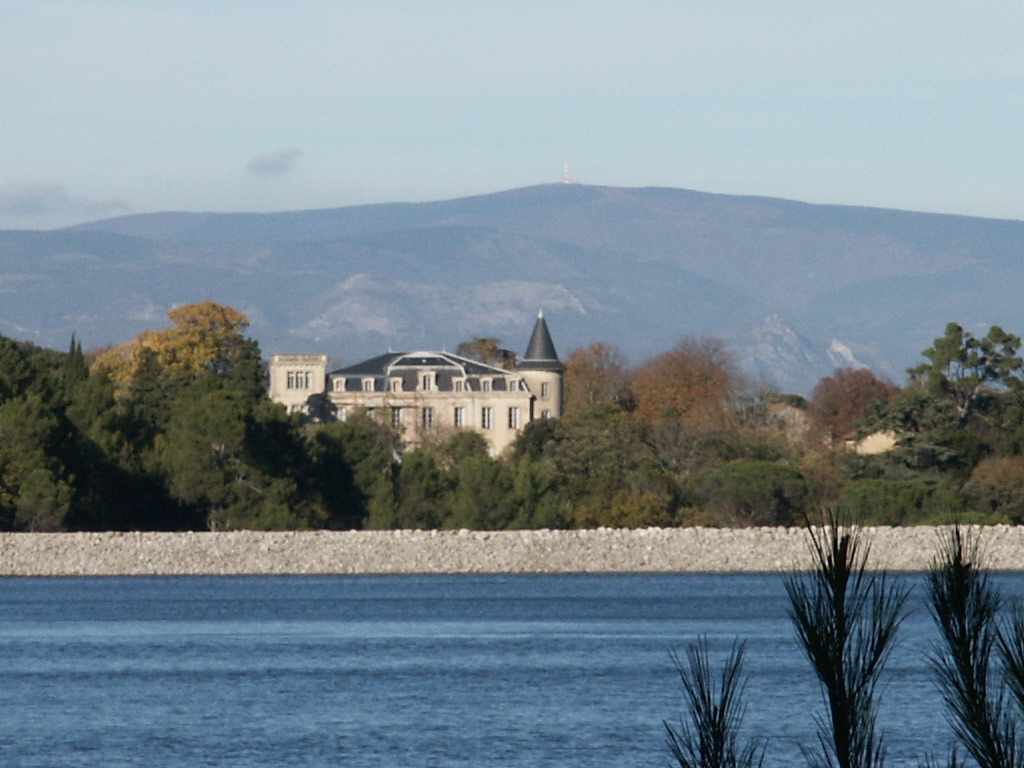
Montaña Negra, Montagne Noire

La Montaña Negra, en occitano original Montanha Negra, en idioma francés Montagne Noire, es una región natural y un macizo montañoso situado en la extremidad suroeste del Macizo Central, en Francia; establece la separación geográfica natural entre los departamentos franceses de Tarn, Hérault y Aude. Se encuentra incluida en el parque natural regional de Haut-Languedoc.
En los pies del macizo se encuentra la ciudad y comuna francesa de Mazamet (departamento de Tarn).
El punto más alto de la Montaña Negra es el Pic de Nore, con 1.210 metros por encima del nivel del mar. 

## Geografía

Carta de la "Montagne Noire"

La Montaña Negra presenta dos vertientes; la septentrional es más angosta y está cubierta con bosques de robles, abetos y pinos. La vertiente meridional es más árida, con vegetación típica de las zonas mediterráneas (castaños, olivares) y con profundas gargantas; también es por esta cara por donde bajan la mayoría de riachuelos del macizo montañoso.

## Geología
Se trata de un antiguo macizo herciano (de hace de 360 a 300 millones de años) orientado según el eje geodésico N-NO. Las capas geológicas de estratos, sobre todo las del sudoeste del macizo, se encuentran invertidas (las rocas más antiguas se encuentran sobre las rocas más recientes). 
Se pueden visitar la gruta de Limousis y la de Cabrespine. 
Se explotan algunas vetas de granito muy conocidas y utilizadas en la región de Sidobre. 
La vertiente meridional se inclina hacia los llanos del Lauragais.

## Vegetación
La densidad de los bosques del macizo montañoso son los que le dan el nombre de Noir (negra). La vegetación supone alrededor de un 55% de especies vegetales resinosas, en contraste con las zonas vecinas de viñedos del Aude y el Hérault.

## Historia
Las aguas que bajan por los arroyos de la Montaña Negra sirvieron para abastecer el Canal du Midi cuando el rey francés Luis XIV encargó al ingeniero Pierre-Paul Riquet, conectar Toulouse al Mediterráneo. Fue el principio de la larga obra: El canal del Mediodía. Un problema se planteaba, el como abastecer el canal en épocas no lluviosas y controlarla en periodos de lluvias. Riquet hizo construir tres grandes pantanos conectados; el último de ellos es el Lago de Saint-Ferréol, donde se encuentra la maquinaria que controla la salida de agua para permitir una estabilidad del nivel en el canal.

## Economía
Mazamet es conocida por su industria textil de la lana, favorecida por las aguas del Arnette y el Thoré, que permiten lavar la piel y sobre todo la lana de las ovejas. En el pueblo de Dourgne se explotan canteras de piedra y pizarra. También se encuentra en la Montaña Negra una de las más importantes minas de oro de Francia. La explotación minera de esta zona es muy antigua: hierro, cobre, arsénico y plomo.

## Turismo
La Montaña Negra es un lugar ideal para relajarse, descubrir su patrimonio y participar en actividades culturales y deportivas al aire libre.
La zona es especialmente atractiva por su historia, que hunde sus raíces en el catarismo. El castillo de Saissac y los cuatro castillos de Lastours son lugares de visita obligada en la Montaña Negra del Aude. Ambos forman parte de la red de yacimientos del País Cátaro, un proyecto del departamento del Aude. Hay dos aplicaciones disponibles para teléfonos inteligentes: «Pays cathare, le guide» (País cátaro, la guía) ofrece a los usuarios visitas guiadas a los monumentos, incluidos el castillo de Saissac y los cuatro castillos de Lastours; la aplicación Castrum permite a los visitantes más jóvenes comprender este patrimonio mientras juegan.
El "Moulin à papier de Brousses" ("molino de papel de Brousses") es otra atracción para los visitantes. Es el último molino del Languedoc que produce papel de esta manera, y ofrece visitas guiadas y cursos durante todo el año.
La prise d'Alzeau, cerca de Lacombe, y la rigole de la montaña que nace de ella, son dos de los lugares imprescindibles de la Montaña Negra. Es el origen del Canal du Midi. Junto con el Canal du Midi, han recibido el sello de la UNESCO.
La cascada de Cubserviès y el Pico de Nore figuran entre las atracciones naturales más populares.
El patrimonio local de los pueblos atrae a los visitantes, con sus particularidades: lausas en los muros de las iglesias, calles empinadas, edificios occitanos, etc. Algunos municipios han obtenido la etiqueta «ville et village fleuri» (ciudad y pueblo en flor), como Roquefère. Los pueblos son lugares llenos de vida, con numerosas fiestas para dar a conocer las especialidades locales. Algunas de las más conocidas son «les médiévales de Saissac» (la fiesta medieval de Saissac), la «fête des châtaignes, du vin et des produits de la montagne Noire de Villardonnel» (Fiesta de la Castaña, el Vino y los Productos de la Montaña Negra), el festival de música «Jazz sous les châtaigners» (Jazz bajo los castaños) de Roquefère y la carrera de soapbox de Villardonnel. La manifestación «Contes en montagne Noire» (Contes en Montaña Negra) se celebra todos los otoños. En verano se celebran dos eventos de senderismo: el Festirando y las Balades Fraîcheur. Ofrecen la oportunidad de caminar y descubrir senderos no señalizados acompañados por voluntarios de asociaciones locales de senderismo. En 2023, la región acogerá el Canalathlon, una prueba multideportiva por equipos. Lanzado en 2016 por el PETR de Pays lauragais con motivo del 20º aniversario de la inscripción en la lista de la UNESCO y del 350º aniversario del decreto de construcción del Canal du Midi, se organiza cada dos años en una parte diferente del canal.
Los amplios espacios abiertos que conforman el paisaje de la Montaña Negra son ideales para practicar deportes al aire libre. El senderismo, la bicicleta de montaña y la equitación son actividades muy populares. Se han trazado numerosas rutas de senderismo a lo largo de los senderos. El GR7 atraviesa el norte del macizo.
Cuatro zonas han sido reconocidas por el departamento del Aude como espacios naturales sensibles y ofrecen senderos de interpretación con paneles explicativos. El de Cuxac-Cabardès ofrece además un recorrido lúdico con una historia de detectives adaptada a los niños a través de una aplicación para smartphone. Los lagos y ríos de la Montaña Negra son también muy atractivos en verano por el frescor que proporcionan. Tres de ellos están abiertos al baño en verano: la cuenca de Lampy en Saissac, el lago de Birotos en Pradelles-Cabardès y el lago de Laprade-Basse en Cuxac-Cabardès.
Alrededor de la Montaña Negra, en la región de Aude, hay otros lugares muy populares. Las grutas subterráneas de Limousis y la sima gigante de Cabrespine están abiertas a los visitantes. Montolieu, también conocido como «village du livre» (el pueblo del libro), alberga una quincena de librerías. Más al norte, a las puertas del Tarn, la ciudad de Mazamet alberga dos museos: el Museo del Catarismo y la Casa de la Madera y los Juguetes. Cerca de allí, el pueblo medieval de Hautpoul ofrece una vista impresionante de la ciudad.